# Nastia
Nastie, ruchy nastyczne – reakcje turgorowe, rzadziej wzrostowe, roślin niezależne od kierunku działania bodźca. Są związane z różnym tempem wzrostu różnych części organu lub (częściej) ze zmianami turgoru niektórych komórek. Nastie występują także jako formy behawioralne zwierząt, przyjmowane u form o promienistej symetrii ciała.

## Nastie u zwierząt
U zwierząt nastie polegają na skurczach całego ciała zwierzęcia. Pełnią one funkcje ochronną. Występują u pierścienic osiadłych, jamochłonów, wijów i węży.

## Nastie u roślin
U roślin wyróżnia się: 
- ruchy nastyczne wynikające ze zmiany turgoru, np. mechanizm otwierania i zamykania aparatów szparkowych
- ruchy nastyczne wynikające ze zmian stężenia auksyn.

Niektóre nastie mają złożony charakter, tzn. ruchom wynikającym ze zmian stężenia substancji wzrostowych mogą towarzyszyć ruchy wynikające ze zmian turgoru, może zajść współdziałanie różnych bodźców. Ponadto czasem pewne ruchy nastyczne dostosowują się do kierunku działania bodźca, przechodząc w tropizmy.
Rodzaje nastii roślinnych (wraz z wyzwalającym je bodźcem):
- chemonastia (substancje chemiczne)
- epinastia (położenie górne)
- fotonastia (światło)
- hyponastia (położenie dolne)
- nyktynastia (cykl nocy i dnia)
- sejsmonastia i haptonastia (dotyk)
- termonastia (temperatura)
- występują także nastie, które są zależne od dwóch bodźców